# Accademia Italiana
Accademia Italiana è un istituto internazionale che offre formazione artistica di livello universitario per la moda, il design e la fotografia.

## Storia

Vecchio logo.

Accademia Italiana è stata fondata a Firenze nel 1984. I suoi corsi post diploma, Trienni, Bienni, Master e Dottorati sono tutti riconosciuti dal Ministero dell'Istruzione, dell'Università e della Ricerca. Oltre alla sede fiorentina dispone di una sede a Roma.

## Struttura
Sono sei i dipartimenti appartenenti all'Istituto:
- Fashion Design
- Design
- Fotografia
- Graphic Design
- Communication Design
- Design del Gioiello